# Том Боксер
Том Боксер (народився Космін Сіміоніка 6 січня 1977 року в Крайові) — румунський музикант, диск-жокей і продюсер. Випустив свій дебютний студійний альбом Zamorena в 2008 році, породивши сингл «Brasil» у співпраці з Анка Паргель і Fly Project, який очолив румунський Топ-100. Успіх послідував за фільмом «Морена» (2009) за участю Антонії, який досяг другого місця в Румунії та першої десятки в кількох інших країнах. Сингл рекламувався суперечливим музичним кліпом із лесбійськими сценами. Після того, як Боксер розійшовся з Антонією, він почав співпрацювати зі своєю давньою дівчиною Мореною; це призвело до комерційно успішного релізу «Deep in Love» у 2011 році, який отримав платиновий сертифікат Італійська асоціація компаній звукозапису (FIMI) за 30 000 проданих копій в Італії.

## Дискографія

### Сингли
| "Brasil" (featuring Анка Паргель і Fly Project)                                      | 2007 | 1  | – | – | – | – | –  | –  | 3   | –  |                 | Zamorena          |
| "A Beautiful Day" (featuring Jay)                                                    | 2009 | –  | – | – | – | – | –  | –  | –   | 34 |                 | Morena            |
| "Morena" (featuring Антонія)                                                         | 2009 | 2  | 1 | 8 | 3 | 8 | –  | 2  | 50  | –  |                 | Morena            |
| "Shake It Mamma" (featuring Antonia)                                                 | 2010 | —  | – | – | – | – | –  | –  | –   | –  |                 | Non-album singles |
| "You" (з Кетрін Кессіді)                                                             | 2011 | –  | – | – | – | – | –  | –  | –   | –  |                 | Non-album singles |
| "I Feel You" (featuring Александра Блейк)                                            | 2011 | –  | – | – | – | – | –  | –  | –   | –  |                 | Non-album singles |
| "Deep in Love" (з Мореною за участю Дж. Уорнера)                                     | 2011 | 18 | 9 | – | – | 8 | 37 | 18 | 109 | –  | - FIMI: Платина | Non-album singles |
| "Voulez Vous" (з Мореною за участю Мейтала Де Разона)                                | 2012 | –  | – | – | – | – | –  | –  | –   | –  |                 | Non-album singles |
| "Summertime" (з Мореною)                                                             | 2013 | –  | – | – | – | – | –  | –  | –   | –  |                 | Non-album singles |
| "Las Vegus" (з Мореною за участю Sirreal)                                            | 2013 | –  | – | – | – | – | –  | –  | –   | –  |                 | Non-album singles |
| "Don't Cry" (featuring з Ісая)                                                       | 2014 | –  | – | – | – | – | –  | –  | –   | –  |                 | Non-album singles |
| "Balans" (з Мореною)                                                                 | 2014 | –  | – | – | – | – | –  | –  | –   | –  |                 | Non-album singles |
| "Vamos a bailar" (з Мореною за участю Джуліани Пасіні)                               | 2014 | –  | – | – | – | – | –  | –  | –   | –  |                 | Non-album singles |
| "Beautiful Change"                                                                   | 2017 | –  | – | – | – | – | –  | –  | –   | –  |                 | Non-album singles |
| "Lie" (з Мореною за участю Вео)                                                      | 2018 | –  | – | – | – | – | –  | –  | –   | –  |                 | Non-album singles |
| "Love Is the Way"                                                                    | 2018 | –  | – | – | – | – | –  | –  | –   | –  |                 | Non-album singles |
| "Never Let Me Go" (з Мореною)                                                        | 2019 | –  | – | – | – | – | –  | –  | –   | –  |                 | Non-album singles |
| «—» позначає випуск, який не потрапив у чарти або не був випущений на цій території. |      |    |   |   |   |   |    |    |     |    |                 |                   |